# 파랑의 온도
《파랑의 온도》은 대한민국의 웹드라마이다.

## 줄거리
서울에서 고등학교를 다니는 수아는 청도로 무작정 떠난다. 가기 싫다고 툴툴대지만 내심 가슴이 뛰고 있다. 중학교 시절 좋아했던 '수혁'을 만날 수 있을지도 모른다는 대책 없는 기대 때문. 소식이 끊겼던 수혁에게 1년 전 편지 한 통이 왔다. 그 애는 아직 거기에 있을까?.

## 등장 인물

### 주요 인물
- 최다혜 : 수아 역
- 조한결 : 수혁 역